# أنتوني جونسون (لاعب كرة قدم أمريكية)
أنتوني جونسون (بالإنجليزية: Anthony Johnson)‏ هو لاعب كرة قدم أمريكية أمريكي، ولد في 24 يناير 1993 في نيو أورلينز في الولايات المتحدة.

## وصلات خارجية
- أنتوني جونسون على موقع مرجع كرة القدم المحترفة.كوم (الإنجليزية)
- أنتوني جونسون على موقع كلية كرة القدم في سبورتس رفرنس.كوم (الإنجليزية)